# Walerij Żytny
Walerij Andriejewicz Żytny (ros. Валерий Андреевич Житный, ur. 22 czerwca 1936 w Moskwie) – rosyjski szablista reprezentujący ZSRR, trzykrotny medalista mistrzostw świata.
Podczas mistrzostw świata w Turynie w 1961 roku reprezentacja ZSRR w składzie: Umiar Mawlichanow, Nugzar Asatiani, Jewgienij Czeriepowski, Jakow Rylski i Walerij Żytny zdobyła srebrny medal w szabli drużynowej. W tej samej konkurencji zdobył następnie brązowy medal na mistrzostwach świata w Buenos Aires (1962) oraz srebrny na mistrzostwach świata w Gdańsku (1963).
Nigdy nie wziął udziału w igrzyskach olimpijskich.